# Søreholmen
Søreholmen est une île dans le landskap Sunnhordland du comté de Vestland. Elle appartient administrativement à Lindås.

## Géographie
A fleur d'eau, il s'agit de plusieurs ilots rocheux et pratiquement désertiques à l'exception du plus important, au centre, qui compte de nombreux bosquets. L'ensemble s'étend sur environ 213 m de longueur pour une largeur approximative maximale de 57 m. 